# 约翰·迪芬贝克
约翰·乔治·迪芬贝克 PC CH QC FRSC FRSA（1895年10月18日—1979年8月16日），舊譯第芬碧架，是加拿大第13任聯邦總理，於1957年至1963年在任。他在1957年聯邦大選中帶領加拿大进步保守党赢得下议院成为议院中的最大党，並在1958年聯邦大選赢得265个席次中的208席次。迪芬贝克任内主要推动北方开发和减少对美国的依赖，恢复同英联邦国家的关系。

## 早年生活
1895年10月18日出生于加拿大安大略省诺伊施塔特。父亲是德裔移民，母亲是苏格兰裔移民。1903年，迪芬贝克全家迁到萨斯喀彻温省，并购买了一座农场。约翰的父亲是一座学校的教师。1915年，迪芬贝克从萨斯喀彻温大学毕业，获得了文学学士学位，第二年获得了政治学硕士学位。1919年，他又获得法学学士学位。后在西部从事律师业务。他很快就成了一名卓越的刑法辩护律师，并成功的为判处死刑的18人进行辩护。在他的整个政治生涯中，迪芬贝克一直坚决的反对死刑，热情的提倡人权。
据说，成功的秘诀就是经历一次又一次的失败而不放弃。迪芬贝克的从政历程就是这一格言的有力证明，他不止5次在国家、省、甚至市的竞选中失败。1936年，他终于当选为萨斯喀彻温省保守党领袖，但这个党在1938年该省大选中却没能赢得一个议席。1940年入选众议院后，一直热衷于社会福利事业。尽管他对政治有浓厚兴趣，但却在这个竞技场上屡遭挫折，机遇不佳。1942和1943年两次企图获得进步保守党领袖职务而没有成功。
1955年12月他在保守党全国代表大会的第一轮投票中即获胜利，以61岁较高年龄当选为保守党领袖。在他的领导下，进步保守党赢得了1956年大选，但在众议院中仅仅占有少数议席。

## 担任聯邦總理
自由党政府在长时期的统治中滋长的唯我独尊的作风和因此而产生的政策漏洞，为保守党在1957年大选中东山再起造成了机会。管道辩论中C·D·豪蛮横无理地中止辩论的作法，苏伊士运河危机中自由党政府置英、法利益于不顾，一味追随美国的态度，以及小麦积压、物价上涨等问题，使执政的自由党在在野党和公众之中积怨甚多。
迪芬贝克成功地利用自由党政府的不利形势。他在温尼伯竞选时向公众揭露自由党政府的丑闻，迪芬贝克成功地赢得了加拿大人民的广泛支持。在竞选演说中，他许诺要对加拿大进行巨大的变革，因为他来自大平原省府，来自农村，所以他是小人物——工人和农民的支持者和拥护者。他不信任合股企业和知识界人士，不认为出生大中部上层阶级是一件值得骄傲的事。1957年6月21日，约翰·迪芬贝克取代路易斯·圣洛朗登上总理宝座，组成了22年来第一届保守党政府。经过30年的不懈努力，他终于赢得了圆满的回报。
保守党上台后，迪芬贝克为稳固其统治地位于1958年2月1日解散了议会，3月31日选举产生的新议会中，保守党获得联邦成立以来的最大多数，共得到208个众议院席位。自由党则锐减至49席，其席位几乎全部来自安大略和魁北克。平民合作联盟减少到8席，社会信用党则是全军覆没。
迪芬贝克政府的施政纲领主要分为两个方面：一是加强北方开发，以期取得半个世纪前在西部那样的成功；二是摆脱美国资本对加拿大工业和自然资源的控制，进而在外交上减少对美国政策的依赖和屈从，恢复同英联邦国家传统的亲密关系。不过他上台不久声望就开始跌落，因为他许诺的过多，实行的太少。

## 外交混乱

### 北美防空协定
迪芬贝克上台后所遇到的第一个问题是北美空防协定。这项计划是自由党执政时期加、美两国共同制订的，1957年大选前双方已准备接受。迪芬贝克发现双方围绕这项计划所进行的准备工作使他无法改变其进程。1958年春根据该协定建立了共同的防空体系，由一位美国人任司令，加拿大人任副司令。美加两国原定于1959年10月举行联合空防演习。迪芬贝克政府因故没有予以密切配合，美方为此大为震怒。加拿大驻美大使阿诺德·希尼在8月28日这一天两次被召到美国国务院听候训斥，被告知说美方对加拿大的姿态表示“极大的关注”。

### 与美国交恶
1957年7月初，迪芬贝克为表明新政府在调整对外关系上的决心，向新闻界宣布加拿大政府打算把从美国进口货物的15%改由联合王国进口。这一决定被认为是一个轻率之举。由于英加同处于关税贸易总协定之中，1932年渥太华协议已经失去了意义。加上英国对新成立的欧洲共同市场兴趣盎然，对加拿大的献媚并不领情，反而认为这是不合时宜的干扰。联合王国不顾英联邦各国的反对，一再要求加入欧洲经济共同体，这一要求得到美国的积极支持。加拿大面临的是一条牢固的英、美联合阵线。迪芬贝克的举措没能改善加、英关系，却因此激怒了美国。

### 古巴导弹危机
古巴导弹危机，是对加拿大防务政策的严峻考验。美国为应对苏联的挑衅行为，十分需要在北美防务上存在密切关系的加拿大协同行动。但是，只有一个盟国的首脑对美国表示怀疑：那就是加拿大的约翰·迪芬贝克。肯尼迪政府希望加拿大政府能够带头响应美国的号召，然而，加拿大方面却反应冷淡，迪芬贝克还在众议院建议由联合国组织一个委员会，对古巴时态的发展进行公正的调查，这无疑是对美国权威不敬的表示。
在古巴导弹危机中，美国为争取盟国的支持，积极进行外交沟通。十月21日，前驻加拿大大使、美国助理国务卿利文斯顿·麦钱特携带肯尼迪的亲笔信飞往渥太华，与加拿大总理迪芬贝克会晤，负责向加拿大政府介绍危机的情况。
迪芬贝克对美国的行为十分不满，他在会上特别提到，在肯尼迪即将进行公开演说前两个小时，他才得到美国关于处理危机情况的通知。同时，他怀疑美国提供的证据-苏联在古巴部署导弹的照片的真实性。迪芬贝克仔细观察麦钱特向他展示的苏联导弹基地放大照片，并要求看更多照片。
迪芬贝克尽管心存疑虑，但是还是对美国的行动表示理解，保证一旦发生来自古巴的导弹进攻，加拿大将履行其在北约及北美空防司令部中的责任。迪芬贝克虽然表示支持美国，但是担心肯尼迪的激烈行为将会把世界推向毁灭，因此在解决危机的具体办法上与之发生了分歧。此外，迪芬贝克政府也迟迟不随同美国采取一致军事行动。
1962年10月22日美国宣布它在北美空防司令部的部队进入三级警戒状态。按照加美 “北美空防协定”的规定，加拿大应于美国发出警报后两小时内发出同样警报，并使其空防部队进入戒备状态。但迪芬贝克既没有下令发布警报，也没有按照美国的要求，把核导弹弹头安装到伏都截击机和波马克反轰炸机上。在23日上午召开的加拿大内阁会议上，国防部长道格拉斯·哈克尼斯力主加拿大应随美国之后立即发布警报，迪芬贝克坚决反对，并说：“一个警报会不适当地使人民陷于恐慌之中。我们应该等待并观望事态的发展。”至危机后期，迪芬贝克迫于形势的转变和国内压力，态度逐步发生转变。24日下午，加拿大政府宣布其北美空防部队进入警戒状态。在次日众议院会议上，迪芬贝克总理给予美国更多政治支持，政策调门发生显著变化。他说：“正如以往每一个北美人所认为的那样，苏维埃的导弹对美国和加拿大来说确实是一种威胁。” 加拿大政府“准备支持美国”，但同时“将尽可能地寻求运用非战争的方式来解决这些问题，避免出现挑衅行为”，因为“加拿大的目的是尽量减缓紧张局势”。他还指出，迫切需要解决的问题是，“不仅要避免冲突，而且要找到和平解决来自苏维埃新挑战的途径”。迪芬贝克也认同了肯尼迪的观点，即苏联在古巴的导弹是进攻性的，应予以拆除。当严重的危机过去之后，加拿大最终站在了美国这一边。
迪芬贝克政府在古巴导弹危机中的表现招致国内外的尖锐批评。英国首相麥美倫讥讽迪芬贝克是盟国领导人中“惟一的懦夫”。美国对加拿大在危机中既不执行也不表态的消极立场十分不满，《华盛顿邮报》专栏作家批评说，“与其他盟国相比，加拿大表现出无精打采的样子”；“迪芬贝克的迟钝使美国面对潜在的来自北极的进攻，大片土地成为无防区”；“加拿大妨碍了美国的行动计划，并增加了战争的危险性”。就连加拿大国内一些人，如联合防卫部长皮埃尔·塞维涅及保守党官员达尔顿·坎普等，也对迪芬贝克的举措颇有微辞，认为他的优柔寡断损害了加拿大的形象。尽管如此，迪芬贝克政府在古巴导弹危机期间的“迟钝”反应，客观上有助于减缓极端紧张的对峙状态。

### 水源开发问题
一波未平，一波又起。哥伦比亚河水源开发问题又把迪芬贝克推向了国家计划与大陆主义二难选择的困境。哥伦比亚河是北美第四大河，发源于加拿大，经美国流入太平洋。长期以来，该河丰富的水利资源被拱手送给美国人以换取美方对不列颠哥伦比亚省开发计划的支持。退役后担任国际联席委员会加方主席的麦克诺顿将军对此深感忧虑，呼吁建立加拿大自己的水电工程。联邦政府从国家利益出发企图独自开发该河水源，但此举遭到美国政府和哥伦比亚省政府的联合抵制。最后还是加拿大联邦政府作出让步。1961年1月签订的哥伦比亚河条约规定美、加两国合作开发该河水电资源，大陆主义又一次占了上风。
迪芬贝克当政时期，加拿大在对外政策上经常陷入混乱。无论是他亲自主持外交事务，还是由两位外交部长先后处理对外关系，都少有建树。保守党政府疏远美国亲近英国的倾向使其在美、英双方都失去了支持。加之保守党新领导人与旧有的公务员班底合不来，更降低了加拿大在外交上的效率。

## 内政失败
迪芬贝克在内政方面所制定的政策富有民族主义，并且注重实用性。他增加了老年人的养老金和其他形式的政府帮助，特别是对西部农产品的价格补贴。尽管在自由党统治时期加拿大经济增长很快，但大草原和太平洋沿岸等西部地区却受益甚少。迪芬贝克上台后十分热衷于解决西部所面临的经济问题。西部地区是加拿大主要农业区。粮食生产过剩的问题多少年来一直困扰着这里的农场主。迪芬贝克当政后，加拿大农业获得了令人惊喜的机会，通过特殊信贷方式建立了一项大胆的贸易政策，为加拿大小麦打开了潜力巨大的中国市场（当时中国正处于三年自然灾害，不得不进口加拿大小麦）。此外，迪芬贝克政府还制订了“农业恢复与发展法案”，通过改变边缘地区农场的经营范围，初步解决了加拿大长期被忽视的乡村贫困问题。
迪芬贝克政府的其它措施还包括：增加社会福利；建立国家能源委员会，监督能源的使用；完成了南萨斯喀彻温水坝工程；以及为开发北部而实行的公路建设计划。
迪芬贝克向偏远落后地区和社会中下层倾斜的经济政策触怒了多伦多和蒙特利尔的实业界。1957年选举中曾是保守党的支持者，现却转向自由党一边反对迪芬贝克。对保守党政府更具有破坏性的打击是它与加拿大银行总裁詹姆斯·科因发生的争执。科因是个坚强的经济民族主义者。他曾告诫加拿大人，由于美国资本输入的结果，他们将失掉对自己工业和自然资源的控制。如果他们愿意维持自己国家整体和自决权，他们必须学会“依靠自己的财力生活”。迪芬贝克尽管对科因的经济民族主义立场持同情态度，但却担心科因的想法实现会损害加拿大的社会福利计划，因此在实业界压力下要求科因辞职。科因拒不服从。政府向众议院提交的宣布解除科因职务的议案却被参议院拒绝。1961年7月科因自动退休才结束了这起影响极坏的风波。这一插曲暴露了保守党政府经济政策的混乱不堪，并加剧了该政府长期没能解决的财政困境和金融危机。
一些具有更重要意义的改革计划，如新边疆开发，要求在通往加拿大北部修建庞大的铁路系统以促进北部的发展，却由于政府的经济状态不力而遭到失败。加上1957年保守党上台后适逢资本主义世界普遍性的经济衰退，致使加拿大财政赤字不断增大，外债累累，加元贬值。迪芬贝克对此一筹莫展，无计可施，令加拿大人民大为失望。

## 辞职下野
1963年，政府迫使迪芬贝克辞职，阿芙洛箭式喷气飞机项目的取消是他失败的象征。迪芬贝克听从他的顾问的意见，认为由加拿大自行设计并制造战斗机最终会导致花费太高，因而取消了这一项目，这样就造成了1.4万工人失业。历史学家至今还对这一决定有争议，担忧可以肯定的事是，对于一个民族主义的领导人来说，这的确是一个重大的政治失误。他为此付出下台的代价。莱斯特·皮尔逊成为新总理。

## 晚年生活
保守党下野后一直为争夺领导权问题所困扰，约翰·迪芬贝克并不甘心放弃对该党的领导权，连续平息了几起内部的不满与反抗。直到1967年，反对势力齐集多伦多，重新审察党的领导权问题。迪芬贝克众叛亲离，新斯科舍总理罗伯特·斯坦菲尔德被选为新的保守党领袖。此后他是一名普通的议员，人民称他为“迪芬长官”。
在他的暮年，他依然继续为他的一个民族和个人的权利奔走活动。他认为加拿大是一个民族，每一个人都应该拥有作为公民平等的权利，这一观点与法裔加拿大人的观点大相径庭，他们认为加拿大是两个民族协调的结果。
1979年8月16日于渥太华逝世，享年83岁。葬于萨斯喀彻温省萨斯卡通迪芬贝克加拿大中心。

## 评价
迪芬贝克是一位出色的在野党领袖，然而，一旦走入政治舞台的中心，其政治天才却黯然失去光彩。在权利的巅峰上，他暴露出一个执政者的致命弱点：优柔寡断，统治无术。纵然拥有加拿大历史上前所未有的多数席位，却无力制定和实施自己的改革纲领；既不能有力地领导内阁，也不能有效地运转联邦政府机关。迪芬贝克政府在财政经济政策上的失败使之既没有拢住社会中下层人民，又失去了在加拿大社会中最有影响的各个阶层的支持。对保守党政府的不满在美国政府的推波助澜下形成汹涌的潮流，最终导致了迪芬贝克政府的瓦解和垮台。尽管如此，但迪芬贝克总体上依然是一位卓越的政治家。他在1960年制定了加拿大《人权法案》，使得加拿大脱离了英国议会至上的传统，面向美国基于个人权利的有限政府的传统靠近。

### 书目
- Archbold, Rick, , Macfarlane Walter and Ross, 2002, ISBN 1-55199-108-X
- Bliss, Michael,  revised, HarperCollins Publishers Ltd., 2004, ISBN 0-00-639484-1
- Bothwell, Robert. Alliance and Illusion: Canada and the world 1945-1984 (2007)
- Diefenbaker, John, , Macmillan of Canada, 1975, ISBN 0-7705-1331-X
  - Diefenbaker, John, , Macmillan of Canada, 1976, ISBN 0-7705-1443-X
  - Diefenbaker, John, , Macmillan of Canada, 1977, ISBN 0-7705-1569-X
- English, John, , Vintage Books, 1992, ISBN 0-394-28015-6
- Gabriel, Soloman, , Uppal Publishing House, 1987, ISBN 81-85024-24-3
- Granatstein, J. L. Canada 1957-1967: The years of uncertainty and innovation (1986), the major scholarly survey
- Kyba, Patrick. and Wendy Green-Finlay, "John Diefenbaker as prime minister," in D. C. Story and R. Bruce Shepard, eds. The Diefenbaker Legacy: Canadian Politics, Law and Society since 1957 (1998): 57–70.
- McKercher, Asa. "Diefenbaker's World: One Canada and the History of Canadian–American Relations, 1961–63." The Historian 75.1 (2013): 94-120, online[]
- Meisel, John, , University of Toronto Press, 1962
- Nash, Knowlton, , McClelland & Stewart, 1990, ISBN 0-7710-6705-4
- Newman, Peter, , McClelland and Stewart, 1963, ISBN 0-7710-6747-X
- Peden, Murray, , Stoddart Publishing, 1987, ISBN 0-7737-5105-X
- Prymak, Thomas, M. "Cold War Clash, New York City, September-October 1960: Comrade Khrushchev vs. 'Dief the Chief'" （页面存档备份，存于）, International History Review, vol. 45, no. 1 (2023), 134-51.
- Robinson, H. Basil. Diefenbaker's World: A Populist in Foreign Affairs (U of Toronto Press, 1989)
- Smith, Denis, , Macfarlane Walter & Ross, 1995, ISBN 0-921912-92-7
- Smith, Denis. . Cook, Ramsay; Bélanger, Réal  (编). . (1971–1980) online. University of Toronto Press. 2016.
- Spencer, Dick (1994). Trumpets and Drums: John Diefenbaker on the Campaign Trail.
- Stewart, Greig, , McGraw-Hill-Ryerson, 1991, ISBN 0-07-551119-3
- Stursberg, Peter, , University of Toronto Press, 1975, ISBN 0-8020-2130-1
- Stursberg, Peter, , University of Toronto Press, 1976, ISBN 0-8020-2225-1
- Van Dusen, Thomas, , McGraw-Hill, 1968, ISBN 0-665-25329-X